# Édouard Fiévet
Pour les articles homonymes, voir Fievet.
Édouard Fiévet, né le 26 mars 1817 à Masny (Nord) et décédé le 13 avril 1893 à Sin-le-Noble (Nord), est un homme politique français.

## Biographie

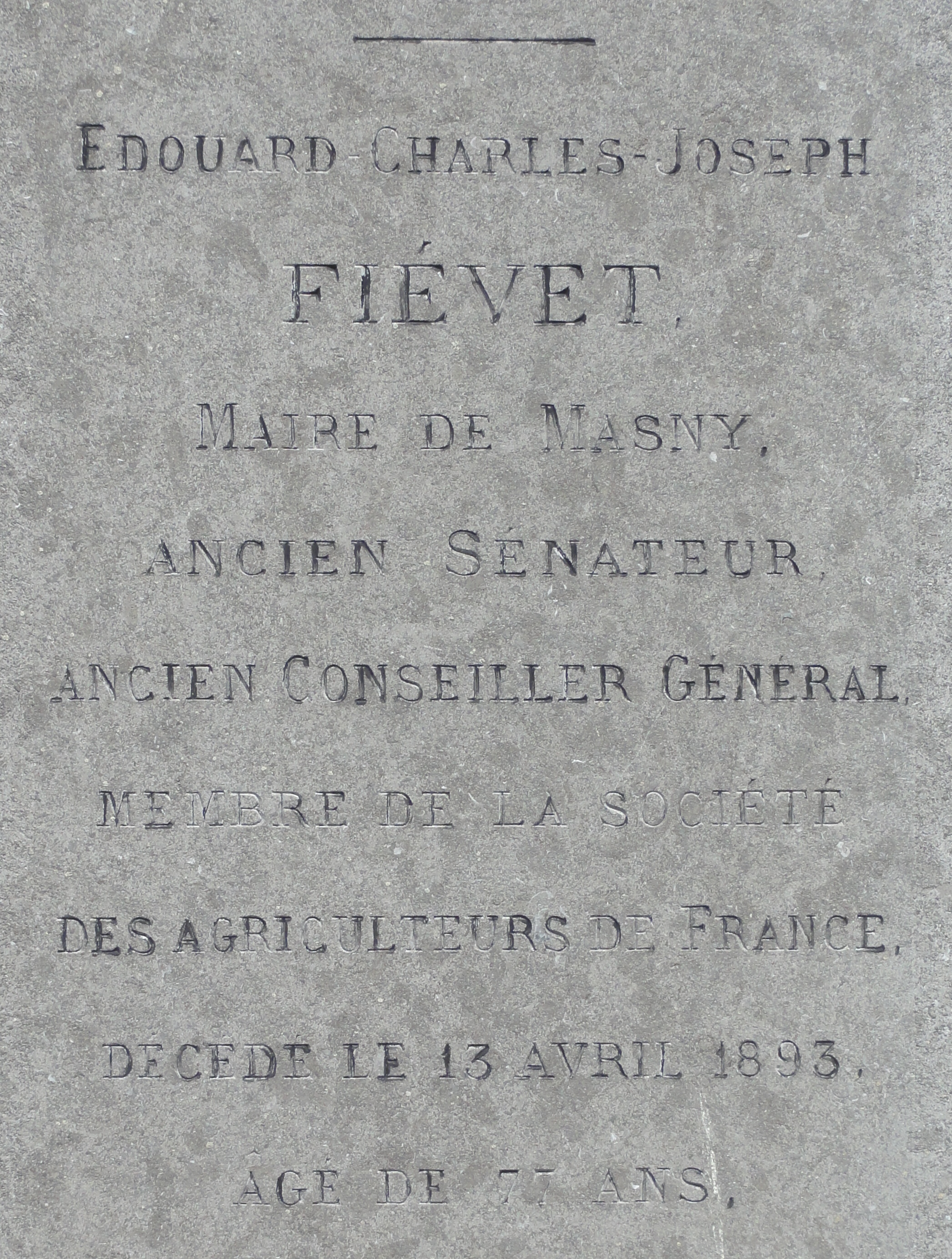
Détail de sa stèle.

Industriel, fabricant de sucre, il est conseiller général du Canton de Douai-Sud et maire de Masny. Il est sénateur du Nord de 1885 à 1888, siégeant à droite.